# El fantasma de la llibertat
El fantasma de la llibertat (Le Fantôme de la liberté) és una pel·lícula de producció italo-francesa dirigida per Luis Buñuel el 1974. Ha estat doblada al català.
L'inusual film trenca expressament tota convenció i esquema narratius propis de l'ortodòxia cinematogràfica al no comptar amb un fil argumental coherent i seqüencial que doni un sentit global a la història, la qual està desproveïda del clàssic esquema de plantejament, nus i desenllaç.

## Argument
El film està compost per tota una sèrie d'episodis independents entrellaçats només pels seus personatges, que deixen de ser la figura secundària d'una història per esdevenir el protagonista de la següent. D'aquesta manera la trama de la pel·lícula avança saltant d'una història a l'altra, sense cap relació de causa-efecte entre elles i deixant sempre inconclusos els episodis, pregonats per situacions surrealistes i absurdes amb les quals Buñuel aprofita per atacar les convencions socials alhora que es qüestiona la presumpta llibertat de l'individu.

## Descripció de les seqüències de la pel·lícula
Toledo, 1808. La ciutat està ocupada per les tropes napoleòniques i un esquadró de soldats afusella a un grup de rebels espanyols que llancen consignes com “a baix la llibertat” o “llarga vida a les cadenes”. Les tropes acampen al costat d'una església catòlica, la qual profanen bevent, cantant i menjant-se les hòsties sagrades. El capita acarona una estàtua de la reina Isabel I de Castella abans de ser colpejat per l'estàtua adjunta del seu marit, el rei Ferran el Catòlic. Per venjar-se, el capità profana seguidament la tomba de la reina, el cap de la qual no s'ha descompost. L'episodi insinua una escena de necrofília.
Dues nenes a un parc es topen amb un presumpte pederasta, que els entrega unes sospitoses fotografies. En arribar a casa, les nenes entreguen les fotos als pares, els quals s'escandalitzen al contemplar les imatges. Les fotos, això no obstant, no són pornogràfiques o eròtiques sinó que només contenen inofensives imatges d'arquitectura i de monuments de París. Els pares retornen les fotos a les filles i acomiaden a la mainadera. En anar a dormir, el pare es desperta perquè per l'habitació apareix un gall, un carter i un estruç.
El marit visita el seu doctor i li explica les misterioses aparicions de la passada nit, de les quals en té evidència material gràcies a una carta entregada pel carter. Això no obstant, el diàleg és interromput per la infermera, la qual anuncia que ha de visitar el seu pare malalt. Durant el viatge, la infermera es topa amb un tanc a la caça de guineus.
La infermera fa parada a un hotel on passarà una llarga i esbojarrada nit amb la resta dels clients. En primer lloc, uns monjos entren a la seva habitació per tal de pregar pel pare malalt de la jove. Això no obstant, juntament amb la infermera i el mànager de l'hotel, els monjos acaben jugant a pòker mentre fumen i beuen alcohol.
La mateixa nit, a una altra habitació un jove i la seva tia pretenen mantenir una relació incestuosa. Després de confessar la seva virginitat, l'anciana tia –amb un cos de dona jove- abandona l'habitació i s'incorpora a la festa d'una altra parella, en la qual també s'hi troben convidats la infermera i els monjos. De cop, la tranquil·la vetllada és interrompuda per l'inici espontani d'una sessió sadomasoquista per part dels amfitrions. Escandalitzats, els monjos i la infermera abandonen l'habitació mentre l'amfitrió, amb uns pantalons sense cul, és flagel·lat per la seva parella.
El matí següent, la infermera deixa pujar al seu cotxe a un professor d'una acadèmia de policia mentre es dirigeix cap a Argenton. Durant una classe magistral, el professor explica als distrets i entremaliats policies la relativitat de les lleis i posa com a exemple una anècdota personal. En aquesta anècdota, el professor visita una mansió burgesa, en la qual els invitats s'asseuen sobre els vàters disposats al llarg de la taula mentre discuteixen polidament sobre escatològics temes. Quan un dels hostes té gana, s'excusa i es retira discretament a un petit cubicle, que té tota la pinta d'un labavo, i es posa a menjar en la intimitat.
Dos dels policies abandonen la classe i durant el servei aturen a un motorista apressat per veure el seu doctor. En arribar a la consulta el doctor li comunica que té càncer, abans d'oferir-li una cigarreta. El pacient s'indigna i retorna a casa, on menteix a la seva esposa dient que no té res. Tot seguit, una trucada els informa sobre la desaparició de la seva filla.
A l'escola, el professor insisteix al matrimoni que la seva filla ha desaparegut, malgrat que la presència física de la nena, al costat dels pares, és evident. La perseverant reivindicació de la filla negant la seva desaparició és sistemàticament ignorada pels adults, convençuts del seu parer.
Un dels policies encarregats d'investigar el cas de la nena perduda entra a una sabateria per netejar-se el calçat. El client del seu costat, és un franctirador que es posarà a disparar indiscriminadament contra els ciutadans des d'un gratacels. Després de ser arrestat i condemnat a mort, l'homicida deixa el jutjat i és aclamat com una celebritat.
A la comissaria, l'inspector de policia informa als pares de la nena perduda que la seva filla ha sigut trobada. Això no obstant, al començar a llegir l'informe del cas és interromput per la secretària, que l'avisa d'una reunió important, i l'inspector abandona el despatx per plantar-se a un bar.
Al bar l'inspector veu una dona que és clavada a la seva difunta germana. Seguidament, rep una trucada precisament de la morta, la qual el cita al seu mausoleu. Ja al cementiri, l'inspector profana la tomba de la difunta abans de ser arrestat per uns agents que no s'empassen que ell sigui l'inspector.
L'arrestat inspector és conduït al seu despatx, ocupat ara per una altra persona que afirma ser també l'inspector en cap. Després d'una cordial conversa, els dos amics se'n van a passejar al zoològic, on s'escolten crits de “visca les cadenes” emesos per un grup d'insurgents contra els quals els dos inspectors ordenen obrir foc. Mentre campanades i trets sonen a l'horitzó, el cap d'una estruç que mira fixament la càmera posa fi a la pel·lícula.

## Repartiment
- Adriana Asti: Dama de negre
- Julien Bertheau: Primer inspector de policia
- Jean-Claude Brialy: Mr. Foucauld
- Adolfo Celi: Doctor Pasolini
- Paul Frankeur: Propietari del bar
- Michael Lonsdale: Sadomasoquista
- Pierre Maguelon: Gérard, agent de policia
- François Maistre: Professor
- Hélène Perdrière: Tia
- Michel Piccoli: Segon inspector de policia
- Claude Piéplu: Commissionat de policia
- Jean Rochefort: Sr. Legendre, pare de la nena desapareguda
- Bernard Verley: Jutge
- Milena Vukotic: Infermera
- Monica Vitti: Sra. Foucauld

## Premis
- El 1975 Luis Buñuel va ser premiat amb la Cinta de Plata del Sindacato Nazionale Giornalisti Cinematografici Italiani per la direcció de la pel·lícula.[3]